# Beaumont (Californië)
Beaumont is een plaats (city) in de Amerikaanse staat Californië, en valt bestuurlijk gezien onder Riverside County.

## Demografie
Bij de volkstelling in 2000 werd het aantal inwoners vastgesteld op 11.384.
In 2006 is het aantal inwoners door het United States Census Bureau geschat op 26.625, een stijging van 15241 (133,9%).

## Geografie
Volgens het United States Census Bureau beslaat de plaats een oppervlakte van
70,4 km², geheel bestaande uit land. Beaumont ligt op ongeveer 915 m boven zeeniveau.

## Plaatsen in de nabije omgeving
De onderstaande figuur toont nabijgelegen plaatsen in een straal van 24 km rond Beaumont.